# Steam Wheel Tank
Steam Wheel Tank – wczesny typ czołgu, produkowany przez Holt Manufacturing Company dla Armii Stanów Zjednoczonych. Konstruowanie pojazdu zaczęto na przełomie lat 1916/1917. Budowę zakończono na początku roku 1918. Jest to także oficjalna nazwa pojazdu znanego jako: trójkołowy czołg parowy (ang. three-wheeled steam tank), Holt Steam Tank czy Holt 150 Ton Field Monitor.

## Budowa
Ogólny projekt nowego działa Holt Manufacturing Company bazował na wczesnowojennej koncepcji "Big Wheel", zapoczątkowanej przez Wielką Brytanię w roku 1915, a przypominał niemiecki czołg z roku 1917 – Treffaswagen.
Czołg ten posiadał blisko 2,5-metrowe koła umieszczone po bokach pojazdu. Koła te zostały wykonane z kilku arkuszy blachy stalowej i nie były wyprodukowane specjalnie dla tej konstrukcji, gdyż tego rodzaju koła stosowano w maszynach rolniczych produkowanych przez przedsiębiorstwo. Z tyłu pojazdu znajdowało się mniejsze koło sterowe, do którego przytwierdzono małą osłonę, co miało ułatwić maszynie pokonywanie okopów. Każde z dużych bocznych kół posiadało własny napęd w postaci 2-cylindrowego silnika parowego Doble o mocy 75 KM. Silniki zamontowano poziomo. Kotły zostały umieszczone za każdym ze zbiorników, a wentylację zapewniały szczeliny wydechowe z tyłu pojazdu wspomagane przez wentylator napędzany parą z kotłów, które ponadto także miały własne chłodzenie w postaci dwóch wentylatorów.
Jako główne uzbrojenie służyła 75-milimetrowa armata, umieszczona na frontowym pancerzu. Poza tym, pojazd wyposażono także w dwa km maszynowe Browning M1918, umieszczone w kulistych osłonach po bokach kadłuba. Pancerz pojazdu był nitowany, a jego grubość wynosiła od 6 do 16 milimetrów.
Inna nazwa tego pojazdu to Holt 150 Ton Field Monitor. Jednak nie należy sugerować się nią dosłownie, bo czołg nie ważył 150 ton, a 17. Tak wysoka wartość miała na celu wprowadzenie w błąd ewentualnych szpiegów wroga. 
Prototyp czołgu został ukończony w lutym 1918 roku. W okresie od marca do maja został poddawany testom na poligonie Aberdeen Proving Ground. Niektóre raporty z testów wskazują, że Steam Wheel Tank ugrzązł już po przejechaniu 5 metrów, jednak oficjalnym powodem niewłączenia czołgu do produkcji było zakończenie działań wojennych.